# Leonard Maijström
Paul Leonard Maijström (i riksdagen kallad Maijström i Maj), född 26 juni 1842 i Njurunda församling, Västernorrlands län, död där 4 oktober 1882, var en svensk gästgivare och riksdagsman. Han var far till Erik Maijström och farbror till Birger Maijström.
Leonard Maijström var gästgivare i Njurunda och ledamot av riksdagens andra kammare under 1878 från Torps, Tuna och Njurunda tingslags valkrets.